# Lighttown Skiffle Group
The Lighttown Skiffle Group was een Eindhovense skiffleband onder leiding van Ibe Hundling.  De band was actief tussen 1960 en 1970 en werd vooral bekend met de nummers “Troela, O Troela” (1961, en bijna 20 jaar later werd dit lied opgenomen door de Brabantse band Highway uit Kaatsheuvel), “Doe ’t maar in een emmertje” (1964) en “The Cotton Song” (1960, een coverversie van een lied van The Chas McDevitt Skiffle Group uit 1957).

## Begin
The Lighttown Skiffle Group werd eind 1959 geformeerd door Ibe Hundling (Amsterdam, 23 januari 1932- Woerden, 16 april 1998). Hundling had in Amsterdam, waar hij geboren was, trompet gespeeld bij de fanfare van de stadsreiniging. Na zijn verhuizing naar Eindhoven wilde hij verdergaan met muziek maken en hij besloot een jazzband op te richten. Het lukte hem echter niet om goede blazers te vinden. 
Geïnspireerd door de muziek van Chris Barber en Lonnie Donegan, besloot Ibe Hundling een andere richting in te slaan en een skifflegroep te vormen. Toen Wim Bartelings (zang/gitaar), Cas Mulder (elektrische gitaar/zang), Tom van Bokhoven (gitaar), Wim Jongeneelen (banjo) en Johan Slimmen (wasbord) zich bij hem aansloten, was The Lighttown Skiffle Group een feit. De formatie werd vernoemd naar de stad Eindhoven ook wel lichtstad genoemd. 
Omdat een trompet niet paste binnen de skifflemuziek, nam Ibe Hundling de theekist-bas voor zijn rekening.

## 1960-1964
De doorbraak van de band volgde in augustus 1960, toen The Lighttown Skiffle Group de eerste plaats behaalde bij de talentenjacht het Cabaret der Onbekenden in het Carlton in Eindhoven. De prijs bestond uit een platencontract voor twee singles bij Phonogram Records en een televisie-uitzending bij de NCRV. De eerste single, een vertolking van het nummer "The Cotton Song" werd datzelfde jaar uitgebracht. Kort daarop verscheen een plaatje met twee Nederlandstalige skiffle-songs, "Troela oh Troela" en "Je hoeft niet mooi te wezen" . De populariteit van The Lighttown Skiffle Group groeide.
In 1961 kreeg de band een vast contract bij de AVRO en waren zij één keer per maand te horen in hun eigen programma bij deze radio-omroep. Ook werd in dat jaar een fanclub opgericht. Intussen had Hugo Sharpe de plaats ingenomen van Wim Bartelings. Het aantreden van deze nieuwe zanger betekende ook een verandering in het repertoire van de band. Naast skiffle richtte The Lighttown Skiffle Group zich nu ook op gospelmuziek. In 1962 verscheen een EP met vier gospelnummers.
In 1963 trad The Lighttown Skiffle Group samen met andere Brabantse artiesten op in het AVRO televisieprogramma Sterren en Streken. Het jaar daarna vormde het optreden van de band het voorprogramma voor gospellegende Mahalia Jackson tijdens Palaver ’64, een concert ter ere van het 150-jarige bestaan van het Nederlands Bijbelgenootschap.

## Discografie
| Jaar | A-kant                                                                           | B-kant                                                                    |
| ---- | -------------------------------------------------------------------------------- | ------------------------------------------------------------------------- |
| 1960 | The Cotton Song                                                                  | Steamline train                                                           |
| 1961 | Troela, O Troela                                                                 | Je hoeft niet mooi te wezen                                               |
| 1961 | Lonesome Traveller                                                               | Don't you rock me daddy-o                                                 |
| 1961 | Skiffle Party (Lonesome Traveller) (uitgevoerd door The Lighttown Skiffle Group) | Rock 'N' Roll Party (Hippy Hippy Shake) (uitgevoerd door The Hot Jumpers) |
| 1961 | Trula, O! Trula                                                                  | Komm doch zurück (Sloop John B)                                           |
| 1962 | Lientje                                                                          | Suzanna uit Havanna                                                       |
| 1962 | Gospelsongs (EP): Give me that ol' time religion / Where shall I be              | Where should I go / Standing in the safety zone                           |
| 1963 | Hé Marie druk toch niet op die bel                                               | Doe je ruimtepakkie aan                                                   |
| 1964 | Hé zusje                                                                         | Doe 't maar in een emmertje                                               |
| 1964 | This train                                                                       | Get your copper kettle                                                    |
| 1966 | Marieke                                                                          | Voor een appel en een eitje                                               |
| 1966 | Have a drink on me                                                               | Open up them pearly gates                                                 |
| 1967 | Laat de mensen nu maar praten                                                    | Zing een vrolijk lied                                                     |